# Murau
Murau è un comune austriaco di 3 714 abitanti nell'omonimo distretto, in Stiria. Il 1º gennaio 2015 ha inglobato i precedenti comuni di Laßnitz bei Murau, Stolzalpe e Triebendorf; ha lo status di città capoluogo di distretto (Bezirkshauptstadt). Prendono il nome dal comune i monti Tauri di Schladming e di Murau.
È una stazione sciistica specializzata nello sci nordico, attrezzata con i trampolini della KLH-Arena (già Murauer Schanzenkessel), anche se i maggiori (Hans Walland e Gumpold) sono in disuso.